# Prezidsko polje
Prezidsko polje je majhna kotlina v okolici naselja Prezid na Hrvaškem, nedaleč od slovensko-hrvaške meje. Proti severozahodu se nadaljuje v Babno polje. 